# آندره گری
آندره انتونی گری (انگلیسی: Andre Anthony Gray؛ زادهٔ ۲۶ ژوئن ۱۹۹۱) بازیکن فوتبال اهل بریتانیا است که در باشگاه الریاض نیز بازی می کند.
از باشگاه‌هایی که در آن بازی کرده‌است می‌توان به شروزبری تاون، تلفورد یونایتد، لوتون تاون، برنتفورد، برنلی و واتفورد و الریاض اشاره کرد.

## زندگی شخصی
گری در ولورهمپتون ، میدلندز غربی متولد شد. وی توسط پدربزرگش به فوتبال معرفی شد و در ۱۳ سالگی با فوت پدربزرگش دچار دل شکستگی شد. گری به عنوان مربی و چهره پدر برادر ناتنی کوچکترش ، کودی ، گفت: "من می دانم که مادر بزرگم می خواهد من چه کاری انجام دهم و این به دنبال خانواده ام است. این باعث می شود من بیشتر کار کنم". او یکی از هواداران آرسنال است. گری دارای یک زخم چهار اینچی در گونه چپ خود است که در یک حادثه مربوط به باند خلافکاران در سال ۲۰۱۱ از ناحیه صورت در ولورهمپتون چاقو خورده است.
در ۲۳ اوت ۲۰۱۶ ، گری پس از معلوم شدن چند توییت همجنسگرایانه که در سال ۲۰۱۲ در توییتر منتشر کرده بود ، توسط اتحادیه فوتبال انگلیس مورد بد رفتاری قرار گرفت. چهار روز بعد ، گزارش شد که اتحادیه فوتبال انگلیس در حال تحقیق در مورد توییت دیگری است که توسط گری در سال ۲۰۱۴ ارسال شده است که شامل  تحقیرآمیز نژادی است. در ۲۳ سپتامبر ، گری به مدت چهار مسابقه محروم شد و ۲۵۰۰۰ هزار پوند جریمه شد.
در ماه مه سال ۲۰۱۶ ، گری با لی-آن پیننوک از گروه خواننده لیتل میکس وارد رابطه شد . در ۲۸ مه ۲۰۲۰ ، گری بعد از چهار سال رابطه از لی-آن خواستگاری کرد. در ماه مه ۲۰۲۱ ، این زوج اعلام کردند که در انتظار اولین فرزندشان هستند.

## حرفه باشگاهی
آندره کار خود را در آکادمی باشگاه ولورهمپتون واندررز آغاز کرد ، اما در سن 13 سالگی آزاد شد.  گری در سال ۲۰۰۴ در لیگ دو به آکادمی جوانان باشگاه فوتبال شروزبری تاون  پیوست و اولین قرارداد حرفه ای یک ساله خود را قبل از شروع  فصل ۱۰ - ۲۰۰۹   امضا کرد ؛ و با پیراهن شماره 20 به میادین رفت .  یک بحران آسیب دیدگی باعث شد که گری فقط چهار بار برای باشگاه ظاهر شود . او دوره هایی از فصل ۱۰ - ۲۰۰۹ را بصورت قرضی پشت سر گذاشت ، اما رقابت برای مکان ها باعث شد که گری به نیمکت تعویض تیم ذخیره منتقل شود.  گری در ۱۴ مه ۲۰۱۰ از شروزبری تاون جدا شد ،  که فقط ۴ بار برای باشگاه ظاهر شده بود. گری با نگاهی به دوران حضورش در شروزبری ، گفت: "من در مرحله ای از زندگی بودم که فکر می کردم همه چیز برای من تنظیم شده است. من واقعاً به بازی در ذخیره های شروزبری اهمیت نمی دادم ، که نباید چنین می شد". 